# Symphurus septemstriatus
Symphurus septemstriatus és un peix teleosti de la família dels cinoglòssids i de l'ordre dels pleuronectiformes que viu a Sri Lanka i Filipines.